# Claudia Gattini
Claudia Gattini (Roma, 31 gennaio 1979) è un'ex cestista italiana.
Guardia di 180 cm, ha giocato in Serie A1 con Caserta, Chieti, San Raffaele, Schio e Alcamo; con quest'ultima si è salvata ai play-out.
Nel 2012-2013 gioca in Serie B, a Castellammare del Golfo.

## Statistiche
Dati aggiornati al 3 maggio 2012
| Stagione        | Squadra                | Competizione | Partite | Partite | Partite | Statistiche tiro | Statistiche tiro | Statistiche tiro | Altre statistiche | Altre statistiche | Altre statistiche | Altre statistiche | Altre statistiche |
| Stagione        | Squadra                | Competizione | Pres.   | Titol.  | Minuti  | Tiri da 2        | Tiri da 3        | Liberi           | Rimb.             | Assist            | Rubate            | Stopp.            | Punti             |
| --------------- | ---------------------- | ------------ | ------- | ------- | ------- | ---------------- | ---------------- | ---------------- | ----------------- | ----------------- | ----------------- | ----------------- | ----------------- |
| 2003-2004       | Centro Energia Caserta | Serie A1     | 24      | 1       | 315     | 31/76            | 3/21             | 13/18            | 25                | 13                | 17                | 0                 | 104               |
| 2004-2005       | CariChieti             | Serie A1     | 16      | 0       | 171     | 16/36            | 2/13             | 6/8              | 8                 | 2                 | 5                 | 0                 | 44                |
| 2005-2006       | San Raffaele Marino    | Serie A2     | 32      | 26      | 976     | 130/335          | 18/55            | 69/124           | 110               | 33                | 84                | 0                 | 382               |
| 2006-2007       | San Raffaele Roma      | Serie A1     | 30      | 7       | 565     | 68/133           | 9/25             | 35/49            | 47                | 9                 | 28                | 3                 | 198               |
| 2007-2008       | Fiera di Roma Pomezia  | Serie A1     | 30      | 7       | 636     | 60/157           | 6/34             | 26/34            | 72                | 16                | 36                | 0                 | 164               |
| 2008-2009       | RomaSistemi Pomezia    | Serie A2     | 24      | 23      | 750     | 134/268          | 15/43            | 46/87            | 123               | 28                | 53                | 2                 | 359               |
| '09-gen. '10    | RomaSistemi Pomezia    | Serie A2     | 13      | 13      | 450     | 65/157           | 6/40             | 45/59            | 64                | 10                | 26                | 1                 | 193               |
| gen. '10-'10    | Famila Wüber Schio     | Serie A1     | 10      | 0       | 37      | 2/6              | 0/2              | 2/2              | 4                 | 0                 | 2                 | 0                 | 6                 |
| 2010-2011       | Gea Magazzini Alcamo   | Serie A2     | 13      | 13      | 393     | 35/99            | 2/15             | 48/59            | 45                | 9                 | 19                | 2                 | 124               |
| 2011-2012       | Gea Magazzini Alcamo   | Serie A1     | 26      | 0       | 343     | 26/78            | 2/9              | 18/24            | 24                | 8                 | 13                | 2                 | 76                |
| Totale carriera |                        |              |         |         |         |                  |                  |                  |                   |                   |                   |                   |                   |

## Palmarès
- Promozioni dalla Serie A2 alla Serie A1: 2
San Raffaele Marino: 2005-06; Basket Alcamo: 2010-11